# Funktionsfähiger Wettbewerb
Unter funktionsfähigem Wettbewerb (englisch Workable Competition) versteht man einen Wettbewerb, der ein optimales Funktionieren des Marktmechanismus ermöglicht. Zu diesem gibt es kein geschlossenes theoretisches Konzept. Die Idee zu diesem Leitbild der Wettbewerbspolitik stammt vom US-amerikanischen Ökonom John Maurice Clark. Der Begriff „funktionsfähiger Wettbewerb“ wurde allerdings von dem deutschen Ökonomen Erhard Kantzenbach geprägt, dem das Verdienst gebührt, das Clark’sche Konzept der Workable Competition (das eigentlich – im Eucken’schen Sinne – einen „unvollkommenen“ Wettbewerb meint) weiterentwickelt und in Deutschland nahezu zur Perfektion gebracht zu haben.
Das Ziel der Clark’schen Workable Competition wie auch des funktionsfähigen Wettbewerbs im Sinne von Kantzenbach ist die Sicherstellung eines gesamtwirtschaftlichen Wohlfahrtsoptimums. Dabei gibt es – nach Clark – zu unterscheiden
1. die first best solution, welche die vollkommene Konkurrenz als Idealziel ansieht und
2. die second best solution, die bestimmte (gewünschte) Marktunvollkommenheiten zulassen oder sogar herbeiführen will. → sogenannte Gegengiftthese[1][2], die besagt, dass ein unvollkommener Wettbewerb durch weitere bestimmte Unvollkommenheiten seine Funktionsfähigkeit steigert.

## Wettbewerbsfunktionen nach Kantzenbach
Nach einer bei Kraft zu findenden Aufstellung unterscheidet Kantzenbach folgende Wettbewerbsfunktionen:
1. Funktion: Verteilung des Einkommens nach Marktleistung (leistungsgerechte Einkommensverteilung); der Wettbewerb steuere auf den Märkten der Produktionsfaktoren die funktionelle Einkommensverteilung nach der Marktleistung und verhindere damit eine Ausbeutung aufgrund von Marktmacht. Die Entlohnung nach der Grenzproduktivität impliziere zwar keine Gerechtigkeit im ethischen Sinne, sei jedoch anderen, in der Marktwirtschaft realisierbaren Primärverteilungsprinzipien vorzuziehen;
2. Funktion: Zusammensetzung des laufenden Güterangebots nach Konsumentenpräferenzen (d. h. nach der Nachfrage); dadurch werde das Maß der individuellen Bedürfnisbefriedigung gesteigert;
3. Funktion: Lenkung der Produktionsfaktoren in ihre produktivsten Einsatzmöglichkeiten (optimale Faktorallokation); dadurch werde die Wertschöpfung gegebener Faktoreinsatzmengen gesteigert;
4. Funktion: Laufende flexible Anpassung der Produktionskapazität an außerwirtschaftliche Daten, insbesondere an Änderungen der Nachfragestruktur und der Produktionstechnik; dadurch werde das Ausmaß der Fehlinvestitionen begrenzt;
5. Funktion: Durchsetzung des technischen Fortschritts bei Produkten und Produktionsmethoden; dadurch werde die Wachstumsrate der gesamtwirtschaftlichen Produktionskapazität erhöht.
Die Konzeption eines funktionsfähigen Wettbewerbs setzt also immer gewisse Unvollkommenheiten im Sinne der Modellvorstellungen voraus, damit der Wettbewerb „workable“ wird. Die Schwierigkeit und damit das zentrale Problem der Konzeption des funktionsfähigen Wettbewerbs besteht deshalb in der Bestimmung eines gerade geeigneten (nicht zu geringen, aber auch nicht zu hohen) Ausmaßes der verlangten Unvollkommenheiten.
Kantzenbachs Konzeption vom funktionsfähigen Wettbewerb wurde dem von der Arbeitsgruppe Wettbewerbspolitik im Bundesministerium für Wirtschaft Anfang 1968 erarbeiteten „neuen Leitbild der Wettbewerbspolitik“ zugrunde gelegt, das die Basis für die zweite Novelle (1974) zum Gesetz gegen Wettbewerbsbeschränkungen (GWB) bildete.

## Marktprüfung
Zur Feststellung, ob auf einem Markt ein funktionsfähiger Wettbewerb existiert, gibt es zwei Ansätze:
- den kategorischen Ansatz, bei dem Normen gebildet werden, die auf einen wirksamen Wettbewerb schließen lassen. Diese Normen werden in Markttests (performance test) geprüft, inwiefern sie mit den realen Wettbewerbssituationen vereinbar sind. Problematisch an diesem Ansatz ist, dass das Aufstellen von Wettbewerbssituationen für alle Situationen nicht möglich ist. Weiterhin ist die Frage der Gewichtung der einzelnen Kriterien schwer operationalisierbar.

- der instrumentelle Ansatz (remediability approach) erachtet einen Wettbewerb als funktionsfähig, wenn durch wirtschaftspolitische Instrumente der Wettbewerb nicht verbessert werden kann. Die Gefahr ist hierbei, dass (der Staat) zu oft in das Marktgeschehen eingreift.

## Kriterien für eine optimale Wettbewerbsintensität im Sinne eines funktionsfähigen Wettbewerbs
Nach den Vorstellungen Kantzenbachs kommt es für die Bestimmung der optimalen Wettbewerbsintensität, nach der sich die Funktionsfähigkeit des Wettbewerbs richten soll, entscheidend auf die Anzahl der Marktteilnehmer (Anbieter bzw. Nachfrager), also auf die Marktstruktur, an. Die Wettbewerbsintensität sei bei großer Anbieterzahl (Polypol) am geringsten, erreiche mit abnehmender Anbieterzahl im sogenannten weiten Oligopol ihr Maximum, um sich bei weiterer Abnahme der Anbieterzahl zum sogenannten engen Oligopol hin wieder zu verringern. (H. H. Villard hat die treffende Bezeichnung „kompetitives Oligopol“ geprägt, die wohl dem Kantzenbach’schen Begriff „weites Oligopol“ entspricht.)
Mit der Einführung der Konzeption des funktionsfähigen Wettbewerbs setzte sich Mitte der 1960er Jahre in der Bundesrepublik Deutschland als wesentlich die Vorstellung vom Wettbewerb als einem dynamischen Prozess durch, in dessen Verlauf „initiative Unternehmen unternehmenspolitische Vorstöße unternehmen – sie senken Preise, verbessern Qualität der Produkte, schaffen neue Produkte oder Verfahren – und indem Imitatoren nachstoßen, nicht sofort, aber auch nicht mit großer Verzögerung, damit der Vorsprung einholbar bleibt … Während im Leitbild des vollständigen Wettbewerbs die Funktionen der Allokation und Machtbegrenzung (statische Funktionen) dominierten, steht beim Leitbild des funktionsfähigen Wettbewerbs die Funktion der Innovation (dynamische Funktion) im Vordergrund.“

## Die Bedeutung der Innovation im funktionsfähigen Wettbewerb
Als Idealbild für eine optimale Marktform, in der sich „dynamischer Wettbewerb“ und damit die Voraussetzungen für den wettbewerblichen Innovationsprozess verwirklichen lassen, wird das von Kantzenbach als Optimum für den funktionsfähigen Wettbewerb gefundene sogenannte weite Oligopol als wünschens- und schützenswert anerkannt. Denn hier besteht aufgrund der relativ hohen Zahl von Wettbewerbern nicht die Gefahr von informellen Wettbewerbsbeschränkungen (z. B. Preisabsprachen und dergleichen). Allerdings ist im weiten Oligopol die Möglichkeit von Abwehrmaßnahmen der Konkurrenz immer noch so fühlbar, dass die Wettbewerber zur Verteidigung ihrer Position veranlasst sind, Innovationen vorzubereiten.
Das große Problem für die Wettbewerbspolitik besteht indessen darin, für alle Märkte die Grenzen des weiten Oligopols zu bestimmen, bei denen gerade das erwünschte Optimum von innovativem Wettbewerb herrscht. Im Übrigen ist es fraglich, ob die einzelnen Unternehmen in jedem Fall in der Lage sind, die mit den geforderten Innovationen zwangsläufig verbundenen hohen personellen und materiellen Kosten zu tragen.